# Калиновка (Ібресинський район)
Кали́новка (рос. Калиновка, чув. Калиновка) — селище у складі Ібресинського району Чувашії, Росія. Входить до складу Березовського сільського поселення.
Населення — 21 особа (2010; 28 у 2002).
Національний склад:
- чуваші — 100 %